# Funaoka Onsen
Funaoka Onsen (japanska: 船岡温泉) är ett japanskt badhus i nordvästra Kyoto i Japan. Det är ett offentligt bad, kallat sentō (japanska: 銭湯), med inträdesavgift. Funaoka Onsen är sitt namn till trots inte ett riktigt onsen; man badar inte i naturliga, varma källor.
Byggnadsmaterialet är trä och byggnaden dateras till 1923. Funaoka Onsen är k-märkt. Den främre ingångsporten kröns av en karahafu (japanska: 唐破風), en byggnadsdetalj i en böljande form, vanligt förekommande i japanska slott eller högreståndsbyggnader. Dekoren inne i byggnaden omfattar bland annat arkitektoniska detaljer, vilka benämns ranma (japanska: 欄間), snidade träpaneler ovanför dörrar eller högt upp på väggar, med motiv från den japanska mytologin. Bland motiven finns också skildringar av den japanska invasionen av Manchuriet. Panelerna har skapats av konstnärer, som arbetar för det kejserliga hovet, och det tog cirka tio år att fullborda dem.
Inne i själva badhuset finns möjligheter till bland annat örtbad och extra varma bad, i badkar eller bassänger av varierande storlekar. Omväxlande badmöjligheter finns också utomhus, inklusive kallbad intill anläggningens bastu.

## Bilder

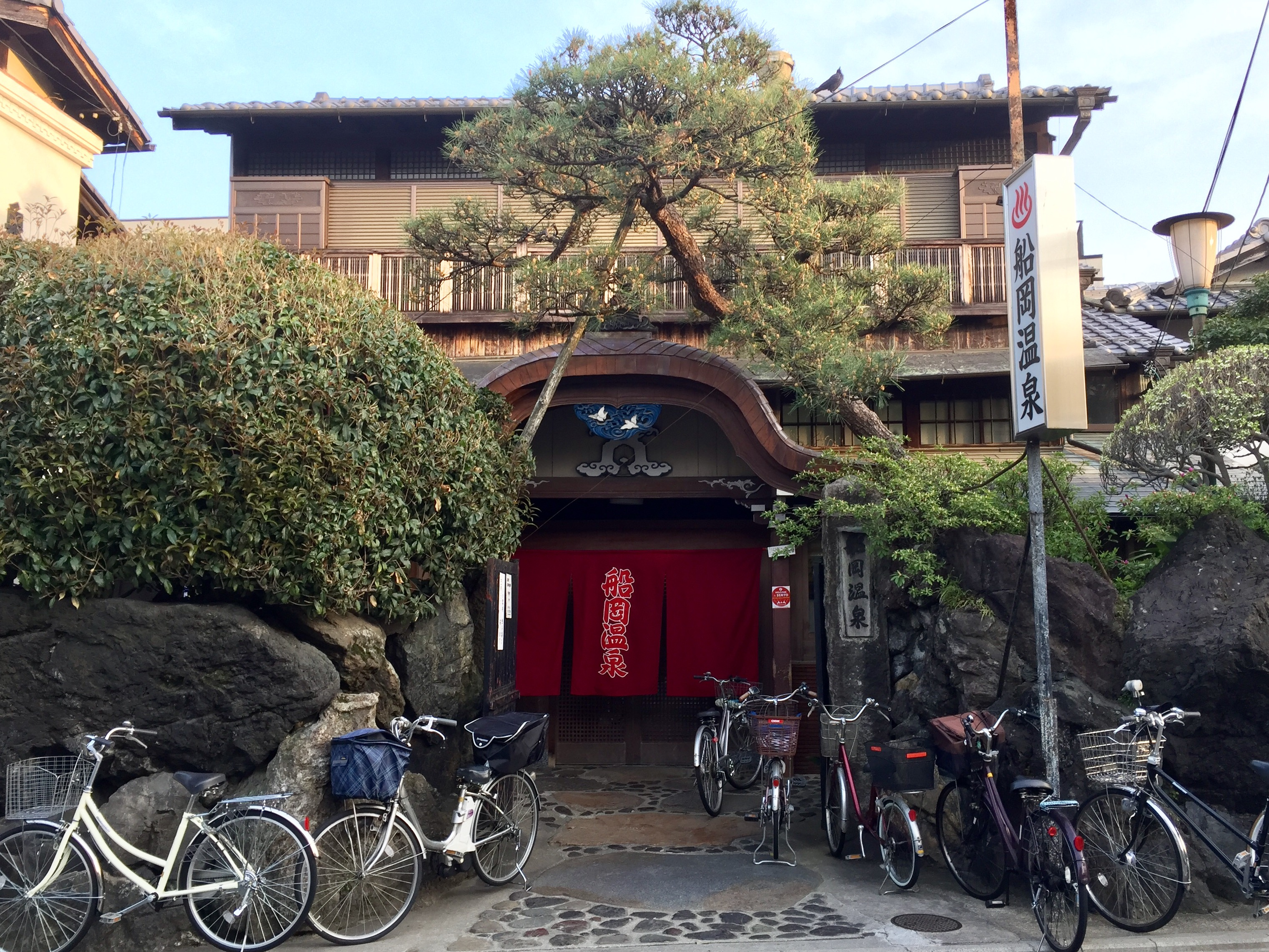
Funaoka Onsens byggnad med omklädningsrum.
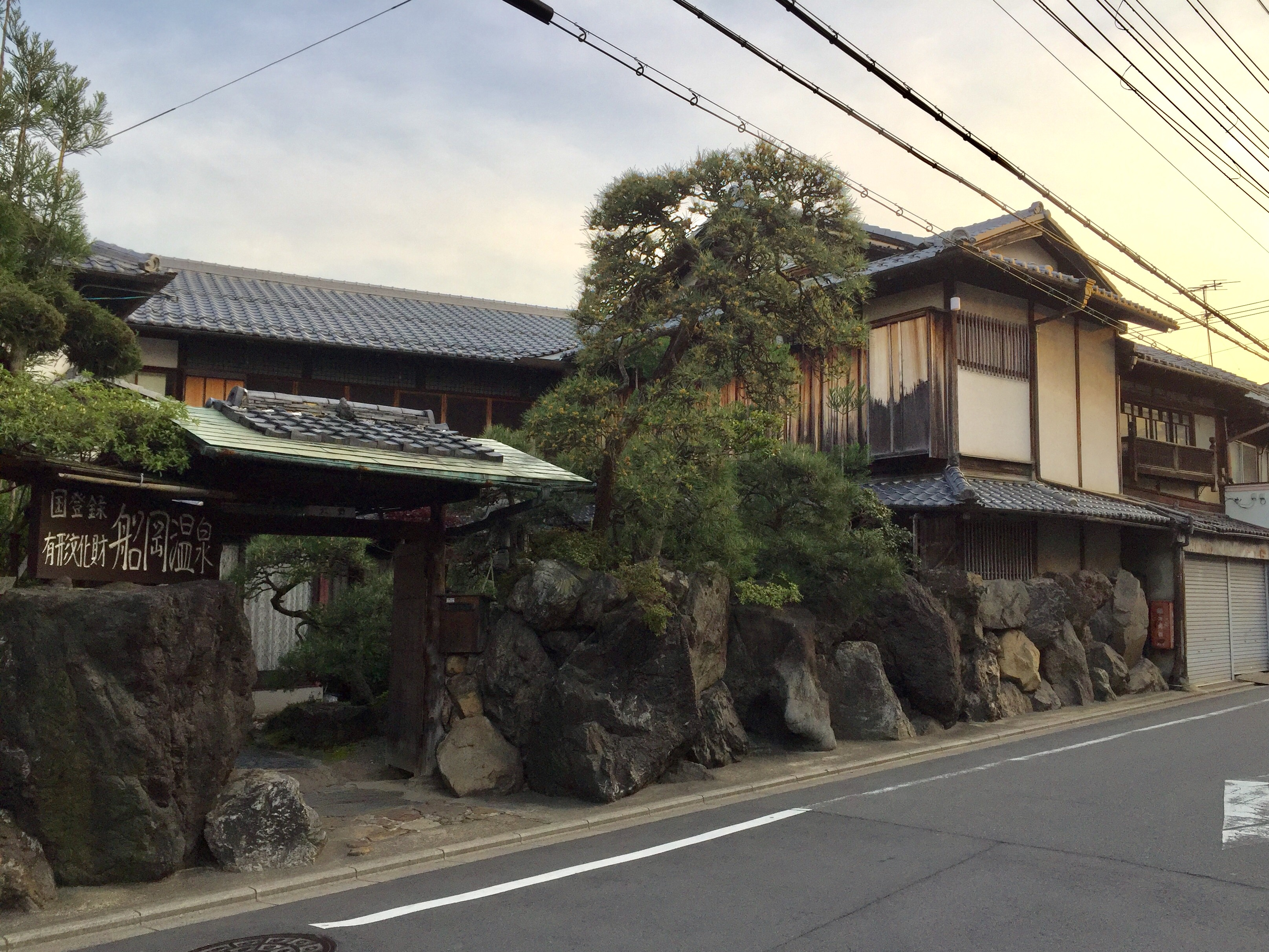
Tidigare restaurang/värdshus till vänster om badhuset.
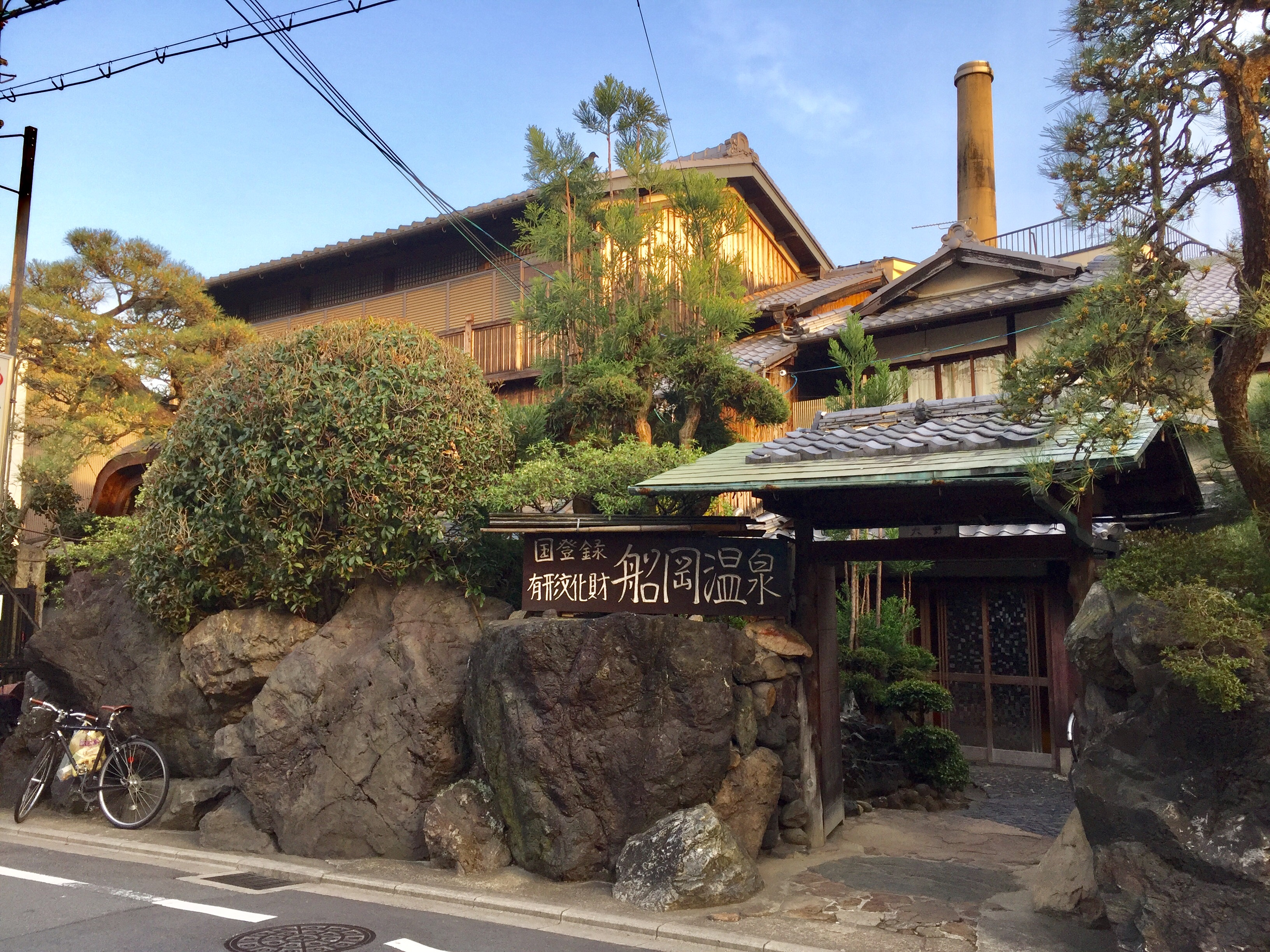
Till vänster badhuset, till höger tidigare restaurang/värdshus.
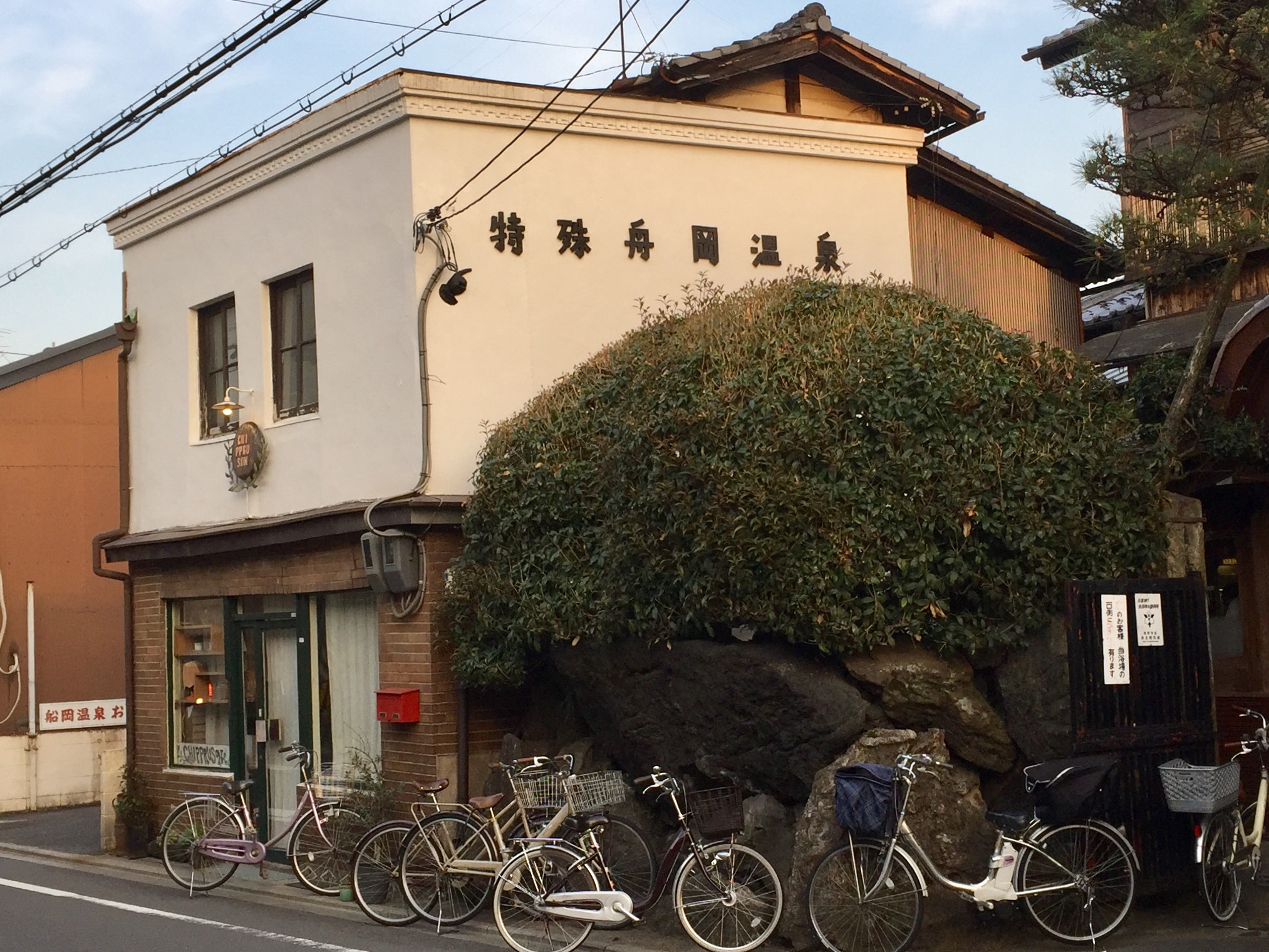
Den övre delen av denna byggnad är märkt "Funaoka Onsen Special".